# Wenggake Zhen
Wenggake Zhen (kinesiska: 翁嘎科, 翁嘎科镇) är en köping i Kina. Den ligger i provinsen Yunnan, i den sydvästra delen av landet, omkring 430 kilometer sydväst om provinshuvudstaden Kunming.
Genomsnittlig årsnederbörd är 1 603 millimeter. Den regnigaste månaden är juli, med i genomsnitt 417 mm nederbörd, och den torraste är februari, med 3 mm nederbörd.